# Boomerang Afrika
A Boomerang Afrika (angolul: Boomerang Africa) a Boomerang rajzfilmadó angol nyelvű, Afrikában, a Közel-Keleten és Görögországban fogható adásváltozata.

## Története
A Boomerang afrikai változata 2005. június 5-én sugárzott először, ekkor még Európa nagy részén ez az adásváltozat volt vehető. 2010. augusztus 2-án indult el a csatorna angol nyelvű Facebook-oldala. Kelet-Európában 2011. október 11-én a Boomerang Közép- és Kelet-Európa váltotta fel. 2015-ben arculatot és logót váltott.